# Dolní rybník u Újezda
Dolní rybník u Újezda este o arie protejată (arie specială de conservare — SAC, sit de importanță comunitară — SCI) din Republica Cehă întinsă pe o suprafață de 9,24 ha, integral pe uscat.

## Localizare
Centrul sitului Dolní rybník u Újezda este situat la coordonatele 49°30′27″N 15°52′50″E / 49.5075°N 15.880556°E.

## Înființare
Situl Dolní rybník u Újezda a fost declarat sit de importanță comunitară în aprilie 2005 pentru a proteja 1 specie de plante. Situl a fost protejat și ca arie specială de conservare în iunie 2017.

## Biodiversitate
Situată în ecoregiunea continentală, aria protejată nu include niciun habitat protejat.
La baza desemnării sitului se află o specie protejată de  plante: Coleanthus subtilis.